# إستيا
إستيا أو قسطيلية (بالإسبانية: Estella)‏ (باللغة الباسكية تعني ليزارا، وكلامهما معترف به رسميًا) بلدية ومدينة إسبانية تقع في النصف الغربي لمنطقة نبرة. وتأتي على رأس الميرينداد لنبرَّة حيث تمثل الدائرة القضائية رقم واحد بالنسبة لها ولبلدات التقسيمات الإدارية في إقليم إستيا. وتقع البلدة في منطقة شديدة التعرج عند نهر إجا، الذي يخترق الجبال التي تحيط بها. وبها يمر طريق شنت ياقب الذي يمتد بين عاصمة مقاطعة بنبلونة، والتي تقع على بعد 44 كم، وبين مدينة لكروي في منطقة رِيُوخة. ووصل تعداد سكانها عام 2012 إلى 14138 نسمة بحسب تقديرات المعهد الوطني للإحصائيات. وتعد التجارة هي القطاع الاقتصادي الرئيسي في المنطقة والذي يمثل قيمة 74% من النشاط الاقتصادي. وتأسست المدينة عام 1090 من قبل سانشو راميريث ملك مملكتي بنبلونة وأراغون، والتي كانت قد احتلت من قبل سانشو الأول ملك نبرَّة عام 914. وتعج المدينة بالعديد من المعالم المعمارية الهامة، والتي جعلتها تشتهر أيضًا باسم طليطلة الشمال. ومن هذه المعالم تبرز كنيسة سان بيدرو دي لا روا وكنيسة سان ميغيل وكنيسة القيامة وقصر ملوك نبرَّة، المثال الوحيد على وجود الفن الرومانسكي في المقاطعة.

## معرض الصور

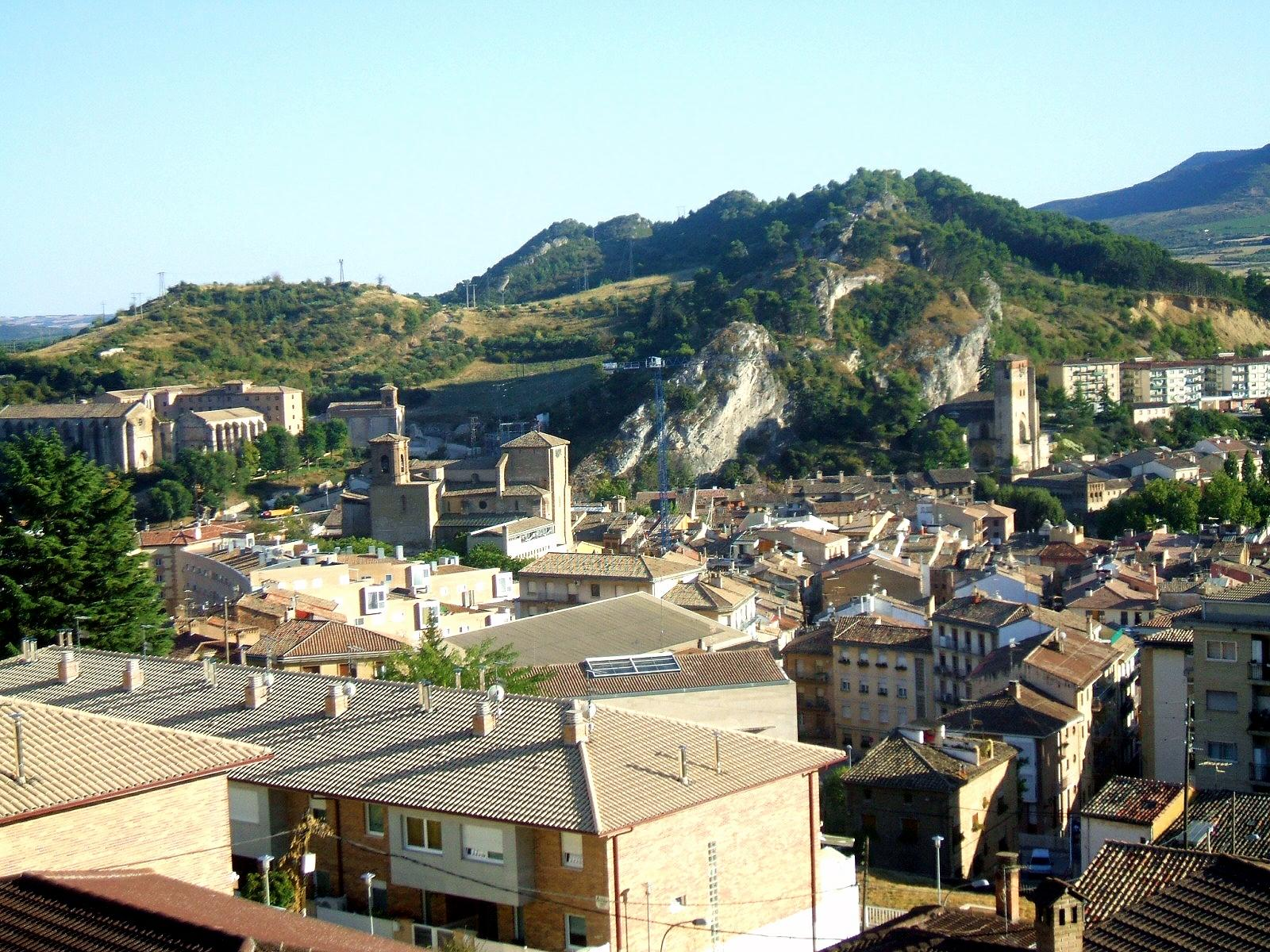
مشهد عام لبلدية إستيا

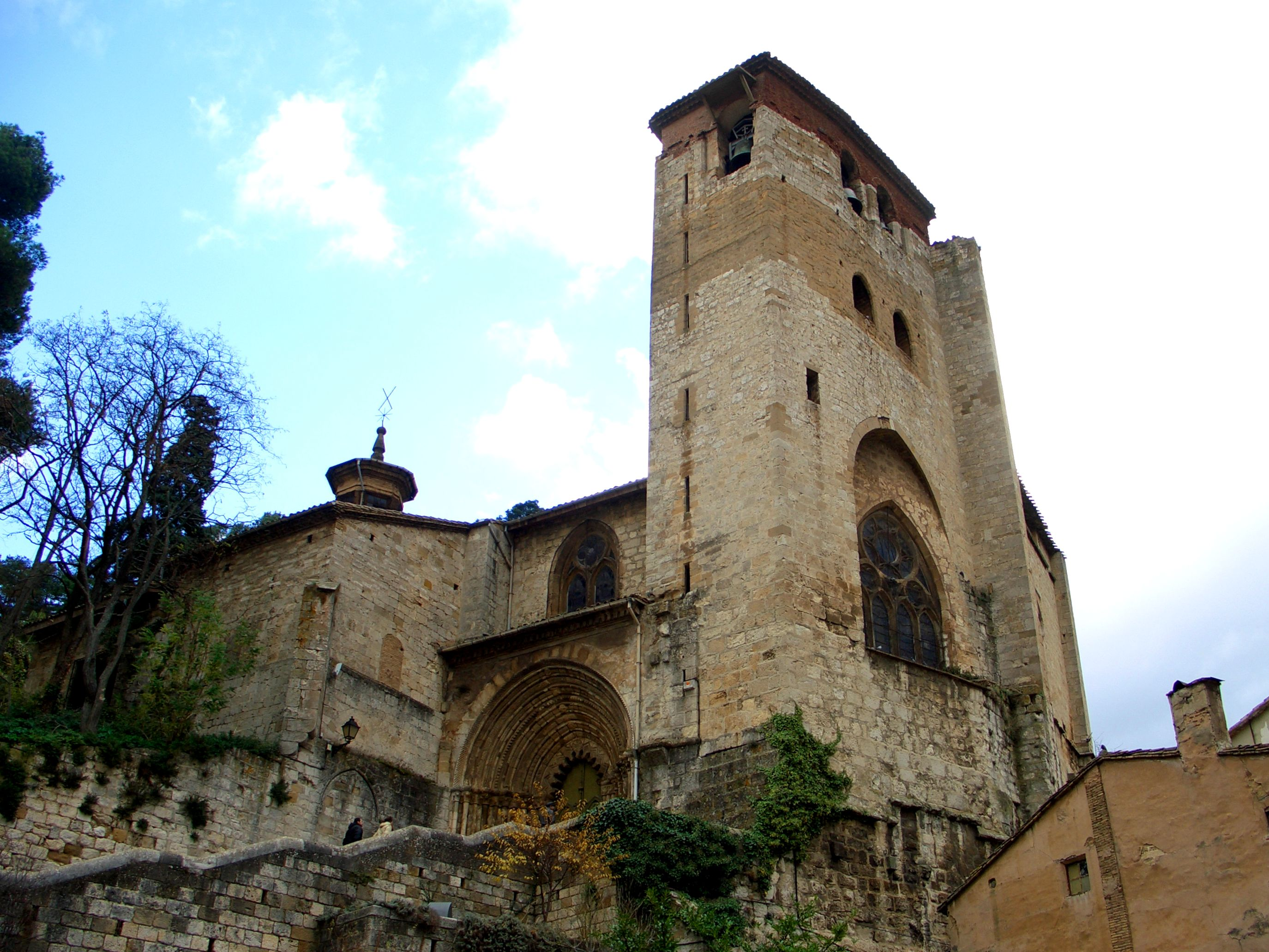
كنيسة سان بيدرو دي لا روا.
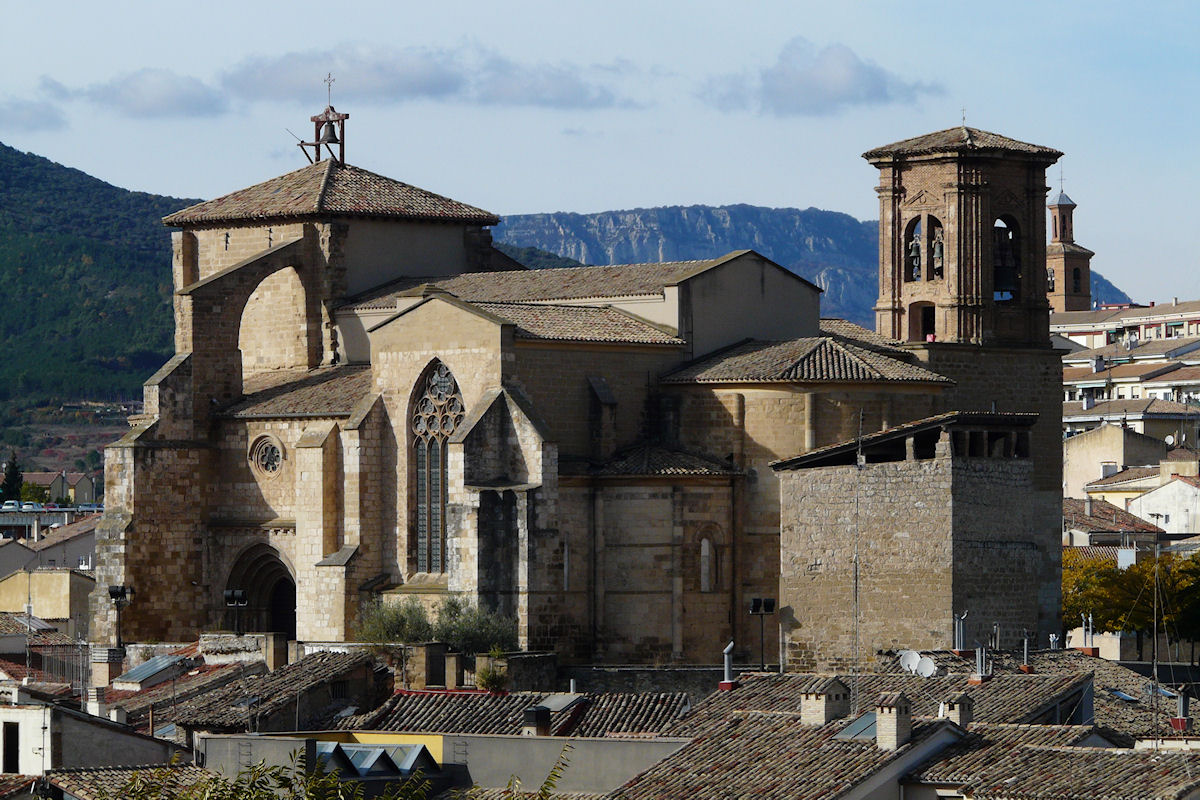
كنيسة سان ميغيل.
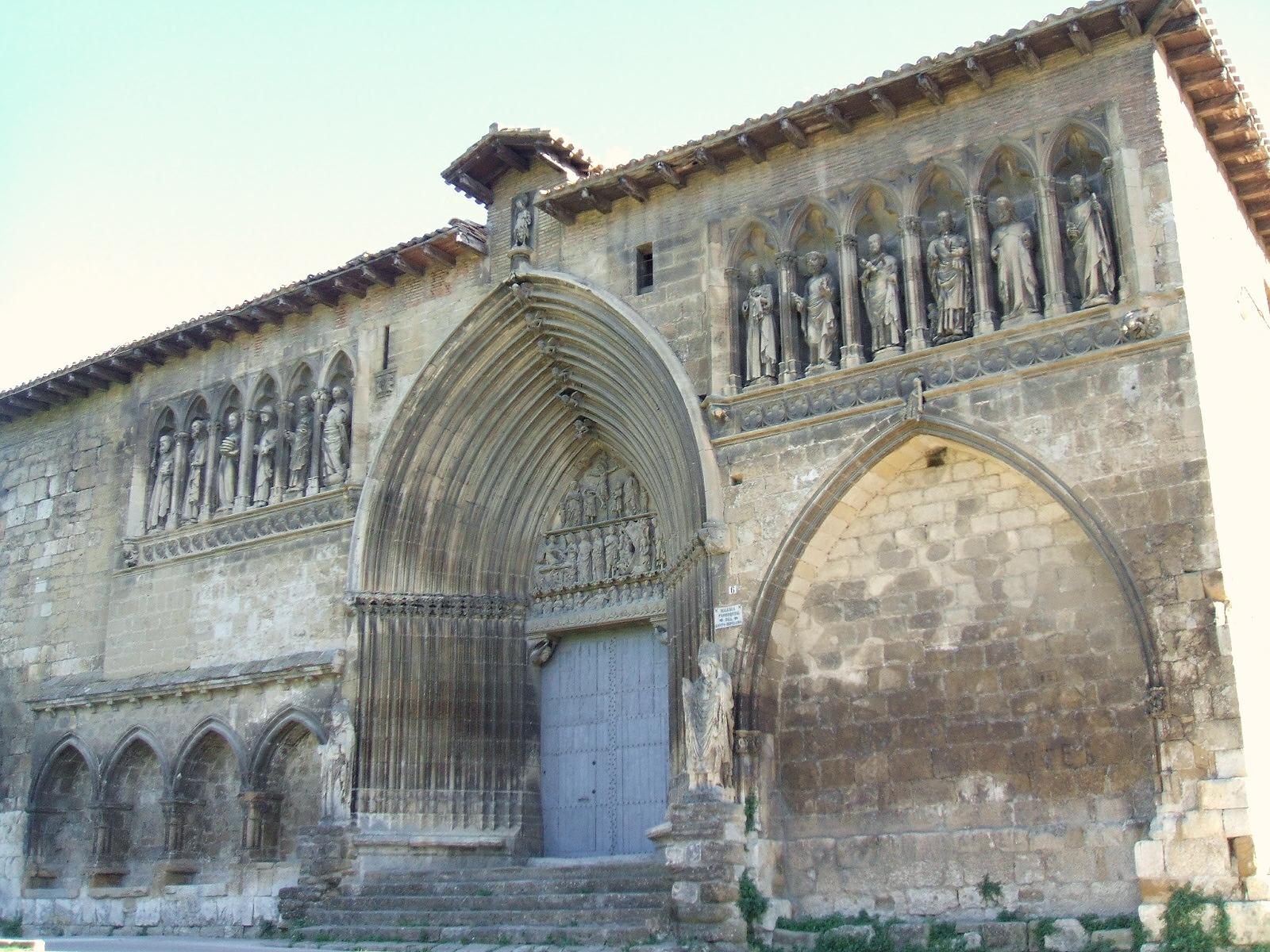
كنيسة القيامة.
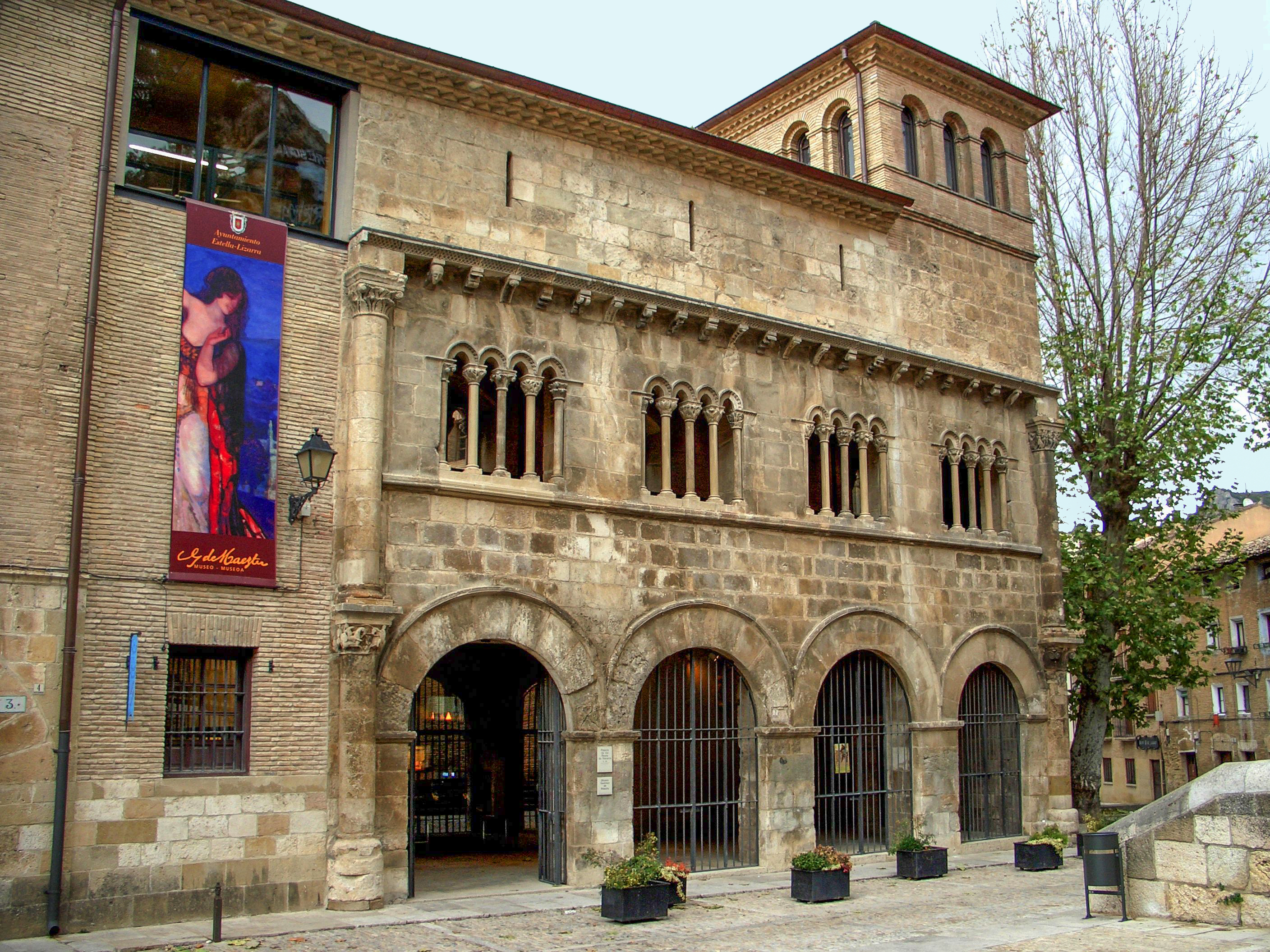
قصر ملوك نافارا.

## أعلام
- ماريو باركو
- اويير سانخورخو
- خوليو رويز دي ألدا
- ميغيل دياز
- ميخائيل مارتينيز
- جيسوس غالديانو